# Мертель
Мертелі (нім. Mörtel < лат. mortarium — «вапняний розчин», «вапно») — тонкоподрібнені вогнетривкі суміші, призначені (зазвичай після додавання води) для зв'язування вогнетривких виробів у муруванні та для заповнення швів.

## Склад
Мертелі складаються із заповнювача та зв'язуючої речовини; їхній хіміко-мінералогічний склад зазвичай відповідає природі вогнетриву кладки.

## Види мертелів
- Вогнетривкі мертелі, що твердіють за високої температури в результаті утворення керамічної зв'язки;
- Гідравлічно твердіючі мертелі, що містять добавки гідравлічного цементу;
- Мертелі з хімічною зв'язкою, що тверднуть за кімнатної температури чи під час нагрівання.

Суміші, до яких заздалегідь додана відмінна від керамічної зв'язка, називають вогнетривкими цементами. Ступінь подрібнення мертелів залежить від їхнього призначення. Величина зерен тонкозернистих мертелів не перевищує 1 мм (деяких спеціальних — 0,5 і навіть 0,1-0,2 мм), грубозернистих — 2 мм.

## Застосування
Мертелі застосовують для мурування промислових печей і пристроїв, наприклад: шамотні та високоглиноземисті — в доменних печах і повітронагрівачах, сталерозливних ковшах; динасові — в коксових печах; магнезіальні — в мартенівських печах, міксерах тощо. Розчин необхідної консистенції мертеля з водою (рідше з іншими рідинами) готують зазвичай на місці робіт; деякі спеціальні мертелі, в тому числі вогнетривкі цементи, іноді постачають у розведеному вигляді.